# 스텔리네
스텔리네(이탈리아어: stelline, 단수: stellina 스텔리나[*]) 또는 스텔레(이탈리아어: stelle, 단수: stella 스텔라[*])는 이탈리아의 파스타이다.
‘작은 별’이라는 뜻으로 작은 육각형 모양의 파스타이다. 파스타보다는 주로 수프를 끓일 때 넣거나 삶아서 샐러드에 넣는데 식감이 쫄깃하고 거의 잘 퍼지지 않는다.